# エフゲニー・パシュカーニス
エフゲニー・ブロニスラヴォヴィチ・パシュカーニス（ロシア語: Евгений Брониславович Пашуканис, 1891年2月23日 - 1937年9月）は、ソビエト連邦の法学者。

## 人物
帝政期のロシアに生まれる。19歳の時に、革命運動に関係したとの理由で国外に追放され、ドイツのミュンヘン大学で学んだ。ソビエト連邦成立後に法学者としての頭角を現し、1924年『法の一般理論とマルクス主義』の出版によって、マルクス主義法学の指導的地位に立つ。当時のソ連法学界はミハイル・レイスネル、アレクサンドル・ゴイフバルクといった非マルクス主義的法学者が幅を利かせており、ピョートル・ストゥチカらマルクス主義理論の提唱者は劣勢に立たされていたが、同書によってストゥチカの理論の欠陥を除去し、より発展させることを企図したのであった。結果、激しい賛否両論を巻き起こしつつも、従来の理論の影響力を弱めることに成功した。
しかし1930年後半より、自ら『法の一般理論とマルクス主義』に欠陥があったことを認めて理論を修正し、1932年『国家と法の理論』の監修を通じて新しい理論を発表した。この段階では彼の考えはまだ十分成熟しておらず、特に現実に存在したソビエト法の具体的分析に関しては紙幅が割かれていなかった。以後のソ連法学者の関心は専らそのような分析に注がれ、1935年彼の監修による『ソヴェト経済法教程』にまとめられた。
1936年、法務省の副人民委員に就任し、ニコライ・クルイレンコを助けつつソ連憲法の草案作成や立法事業に携わる。同年、推薦を受けてソヴィエト連邦科学アカデミーの会員となった。
1937年1月、著作にトロツキズムの要素があると指摘されて逮捕され、同年9月、ヨシフ・スターリンの大粛清の犠牲となり、クルイレンコと共に命を落とした。

## 思想
彼の目標は、法を経済的下部構造の単なる反映ではなく、あくまでも客観的現象と捉え、そうした法的上部構造の固有の仕組みを唯物論的に解明することであった。主著『法の一般理論とマルクス主義』(1924年)では、法は規範の体系などではなく、具体的な「社会的諸関係の織物」にほかならないとし、これを商品交換のメカニズムと結びつけた。そして、さながら生産物が商品に転化する際に「価値」という抽象物が物象化されるのと同様、法的主体間の意思関係が「権利」という抽象物として物象化すると説いた。
オーストリアのハンス・ケルゼンに対しては「ケルゼンは論理的な一貫性を貫き通すことで、新カント派方法論の馬鹿らしさを示してくれた」と痛烈に批判した。彼にとって、法はあくまである種の「事実」であり、根本規範を仮設し、社会生活から乖離したものとして規範を扱うケルゼンの態度は「なにごとも説明しようとしていない」のであった。
しかし1930年以降、農業のコルホーズをはじめ政治主導の改革を目の当たりにして、商品交換論に基づく法理論を修正し始める。それまで、法というものはブルジョワ法であり、社会主義法はその残存形態にすぎず(=それゆえに商品交換で説明できる)、ブルジョワ法のカテゴリーの死滅は法の死滅を意味すると考えていたが、やがてはソビエト法という固有の分析対象の存在を認めるに至った。

## 評価
パシュカーニスの死後にソビエト法理論を指導したのは、モスクワ裁判の検事アンドレイ・ヴィシンスキーであった。彼は1938年の報告「ソヴィエト社会主義法学の基本的任務」においてパシュカーニスを「軽蔑すべきトロツキスト＝ブハーリン一派」「反逆者」と決めつけ非難した上、「法は規範の体系である」と主張したが、これはまさにパシュカーニスが批判の対象とした考え方であり、ヴィシンスキーの下でソビエト法理論は硬直化していった。1950年代半ば、ニキータ・フルシチョフ下での「雪解け」によって名誉を回復し、パシュカーニスの商品交換論は、政治的信条を異にするアメリカの法と経済学の論者に好意的に受容された。
日本の法哲学者亀本洋はパシュカーニスを「ソビエト最高の法哲学者」と評し、『法の一般理論とマルクス主義』は「法の一般理論」の分野では法哲学史上最高の傑作であるとしている。

## 略歴
- 1891年 - 生まれる
- 1911年 - 革命運動の廉で国外追放
- 1914年 - 第一次世界大戦勃発、ロシア軍に召集
- 1917年 - 十月革命で赤衛軍に加入し、ソヴィエト政権樹立後は地方裁判所判事に選出
- 1918年 - ロシア共産党入党
- 1920年 - 内務人民委員部で勤務(～1923年)
- 1923年 - ストゥチカに誘われ共産主義アカデミアに加入
- 1924年 - 『法の一般理論とマルクス主義』出版
- 1935年 - ソ連憲法草案作成に参加（〜1936年）
- 1936年 - ソ連司法人民委員部の人民委員代理
- 1937年 - 死去[6]

## 主な著書・監修書
- 『法の一般理論とマルクス主義』1924年
- 『国家と法の理論』1932年
- 『ソヴェト経済法教程』1935年
- 『国際法概論』1935年

## 日本語訳
- (稲子恒夫)『法の一般理論とマルクス主義』1958年
- (山之内一郎)『ソヴェート国際法概論』1937年
- (佐藤榮)『マルクス主義と法理學』1946年
- (広島定吉編)『プロレタリア独裁論』1950年